# Maverick (achtbaan)
Maverick is een stalen achtbaan in het attractiepark Cedar Point in Sandusky, Ohio, Verenigde Staten. 

## Details
Maverick is ontworpen door Werner Stengel en gebouwd door Intamin AG. De baan werd in gebruik genomen in 2007. Het was de zeventiende achtbaan gebouwd in het park sinds de opening van de eerste, de Blue Streak in 1964. Het is daarnaast de eerste achtbaan met een Twisted Horseshoe Roll. Maverick's prijskaartje van $ 21 miljoen maakt het de op twee na duurste achtbaan van Cedar Point.

## Problemen met het ontwerp
Maverick was gepland om te openen op 12 mei 2007, maar de opening werd uitgesteld tot 26 mei 2007. Na het testen bleek de heartline roll na de lancering uit de tunnel te intens te zijn. Voortgezet gebruik van het element zou overmatige stress hebben gezet op treinen. Het werd daarop vervangen door een recht baanstuk.